# 사회생물학
사회생물학(社會生物學, sociobiology)은 모든 사회행동의 생물학적 기초에 관해서 체계적으로 연구하는 학문이다. 사회생물학은 인간을 포함한 동물의 사회적 행동에 관해서, 이것이 자연선택을 주요인으로 하는 진화과정의 결과 형성된 것이라는 생각에 바탕을 두고 있다. 사회생물학에는 무척추동물학, 척추동물학 그리고 집단 생물학이 대체로 균등하게 참여하고 있다. 여기에 행동학과 생리학 등 관련분야의 식견을 더하여 연구하는 학문이다.
사회생물학은 대체로 사회성 생물 종들의 비교 연구를 토대로 한다. 인간은 모든 생물은 진화 실험의 산물, 즉 수백만 년에 걸쳐 유전자와 환경 사이에 이루어진 상호작용의 산물이라는 관점하에서 많은 실험들을 해 왔다. 그 실험들을 세밀히 연구함으로써 인간은 유전적인 사회성 진화의 가장 근본적인 일반 원리들을 도출할 수 있었으며, 사회생물학자들은 그 지식을 인간의 연구에 적용하고자 한다.

## 역사

### 등장의 역사적 배경
막스 베버(Max Weber, 1864~1920)는 사회현상과 관련해 “생물학적” 유전성의 중요성을 강조하였다. 그는 특히 ‘전통적 행위’나 카리스마적 행위와 관련해서 생물학적 유전성이 극히 중요하다고 지적했다. 또한 그는 서구의 이성은 유전성의 차이에 의해 대부분 설명될 수 있을 것이라고 말했다.

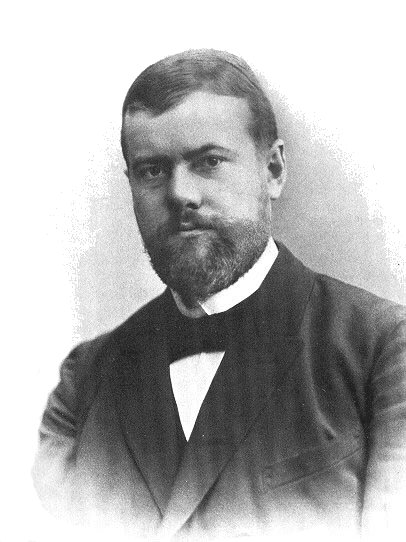
막스 베버

1800년대 중반 영국의 유전학자인 프랜시스 골턴(F. Galton, 1822 ~ 1911)은 유전의 통계적 해석을 기반으로 돌연변이, 또는 도약 진화만이 선조의 유전적 형질의 한계점을 극복할 수 있고 새로운 종이나 인종의 진화를 유지시킬 수 있다고 주장했다. 그는 환경적 압력이든 우생학적인 결과이든 양쪽 부모 형질에 종속된 동일한 특성에 대한 계속적인 선택이 결코 종 또는 인종의 평균을 영원히 바꿀 수 없다고 주장했다. 1900년대에 이르러 다윈과 라마르크의 진화론이 변이성의 원인에 대한 구체적인 증거를 제시하지 못함으로써 많은 생물학자들은 점점 도약진화학자로 전향하기 시작하였다.

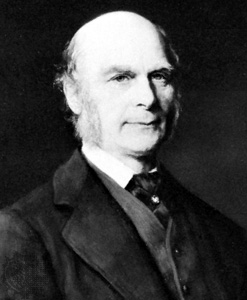
프랜시스 골턴

네덜란드의 식물학자이자 유전학자인 휴고 드브리스(Hugo de Vries, 1848~1935)는 골턴에 의해 개척된 통계학적 기술을 이용해 여러 세대 동안 이러한 현상을 연구한 후, 이를 설명하기 위해 돌연변이에 의한 진화에 대한 포괄적 이론을 전개해나갔다. 드 브리스는 연구 중에 멘델 유전학을 들춰내게 되었으며, 자칭 다윈론자로서 세포 이론을 가지고 다윈의 진화론을 새롭게 하려고 시도했다.

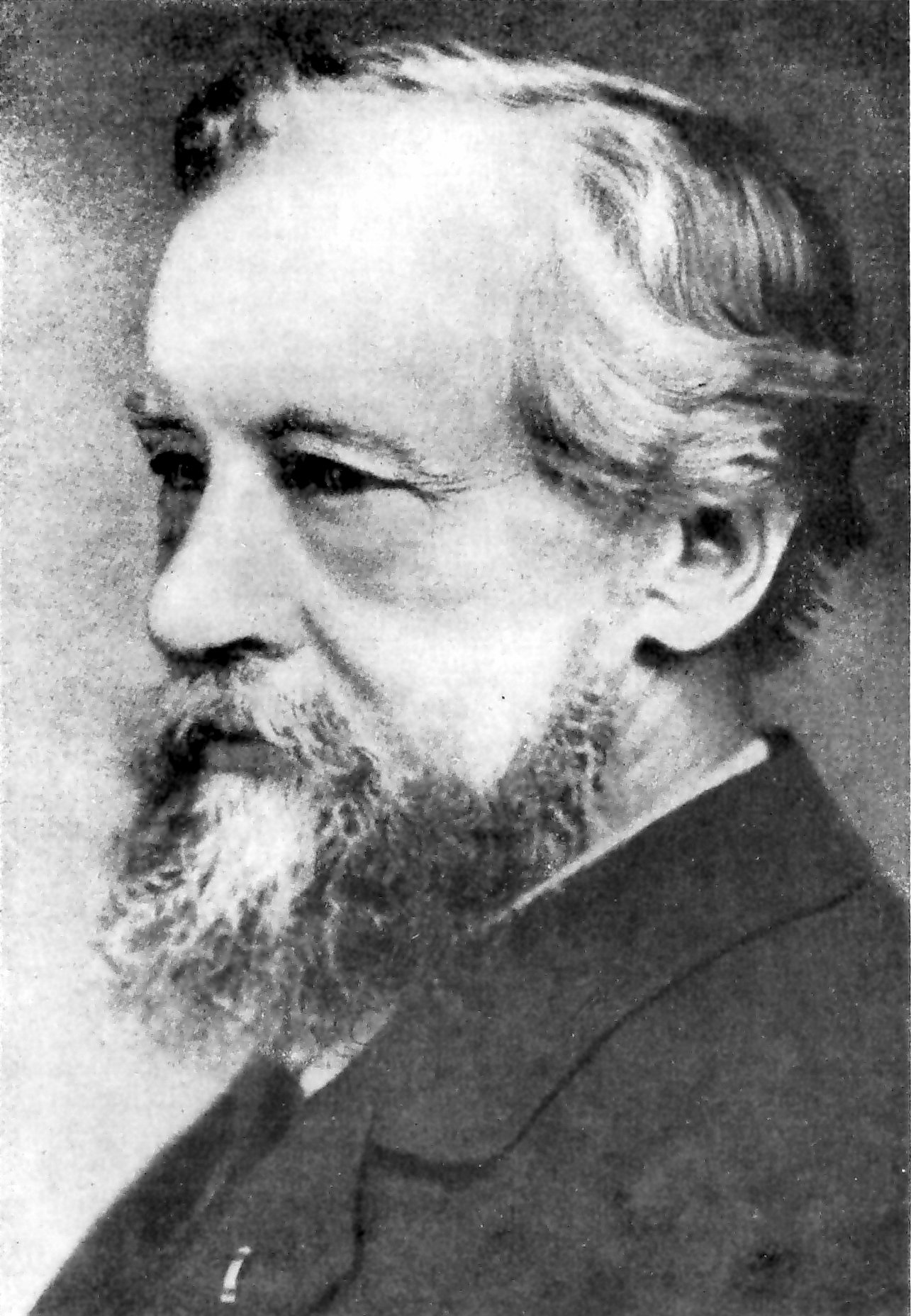
휴고 드 브리스

다윈의 진화론과 멘델의 유전 이론을 결합한 현대 종합설은 진화생물학의 중심을 개체 간의 생존 경쟁에서 개체군 내의 유전자 빈도로 자연스럽게 옮겨갔다. 분자생물학은 DNA 분자 구조와 기능을 발견하였고, 이를 통해 개체는 단순히 유전자를 보관하는 매개체로 이해되었다. 인간행동유전학은 인간의 행동에 영향을 끼치는 다양한 변이를 발견했고, 진화론의 영역에 대해서는 포괄적응도에 대한 이집트의 생물학자 W. D. 해밀턴(1936 ~ 2000)의 연구는 동물의 사회행동에 대한 논란의 여지가 없는 설명을 가능하게 함으로써 사회 생물학의 등장에 발판을 마련했다.

### 사회 생물학의 등장
사회 생물학의 창시자는 미국의 곤충학자이며 진화이론가였던 E. O. 윌슨(Edward O. Wilson)이다. 그는 1975년 Sociobiology: The New Synthesis를 통해 생물학과 진화론 그리고 생태학과 생태지리학 이론들의 연구 성과를 정리하고 종합했다. 윌슨은 윌리엄 해밀턴 (W. D. Hamilton)처럼 곤충의 사회적 행동을 설명할 수 있는 개념이라면, 인간을 포함한 다른 동물의 사회적 행동도 설명할 수 있을 것이라고 믿었다. 윌슨은 20세기 생물학과 진화론 그리고 생태학과 생태지리학 이론들의 연구 성과를 정리하고 종합했으며, 사회학은 종래 진화생물학인 현대종합설의 일부로 귀속될 것이라고 주장했다.

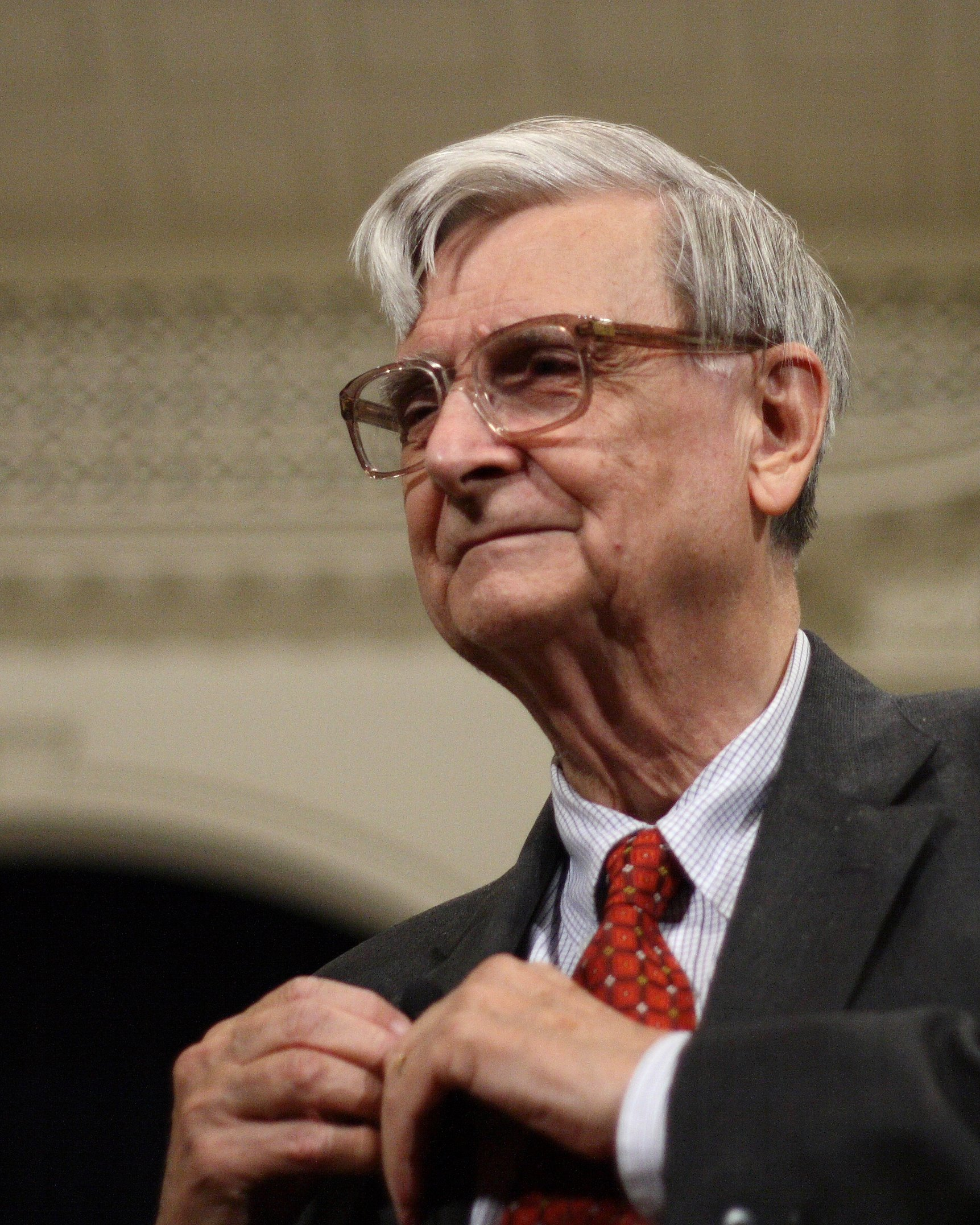
사회생물학의 창시자 E. O. 윌슨

## 사회 생물학과동물행동학
새로운 학문이기는 하지만, 사회 생물학도 그 기원은 오래되었다고 할 수 있다. 사회 생물학의 수많은 기초 자료와 일부 핵심 개념들은 생물들의 전반적인 행동 양식을 자연 상태에서 연구하는 학문인 동물행동학에서 빌려온 것이다. 줄리안 헉슬리 (Julian Huxley), 칼 폰 프리쉬 (Karl von Frisch), 콘라트 로렌츠 (Konrad Lorenz), 니콜라스 틴베르헨(Nikolaas Tinbergen) 등이 개척한 동물행동학은 각 종이 보여주는 행동 양식의 특성, 이 행동 양식을 통해 동물이 특정 환경에 적응하는 방법, 종 자체가 유전적 진화를 겪으면서 한 행동 양식이 다른 행동 양식을 발생시키는 과정 등에 가장 큰 관심을 둔다.

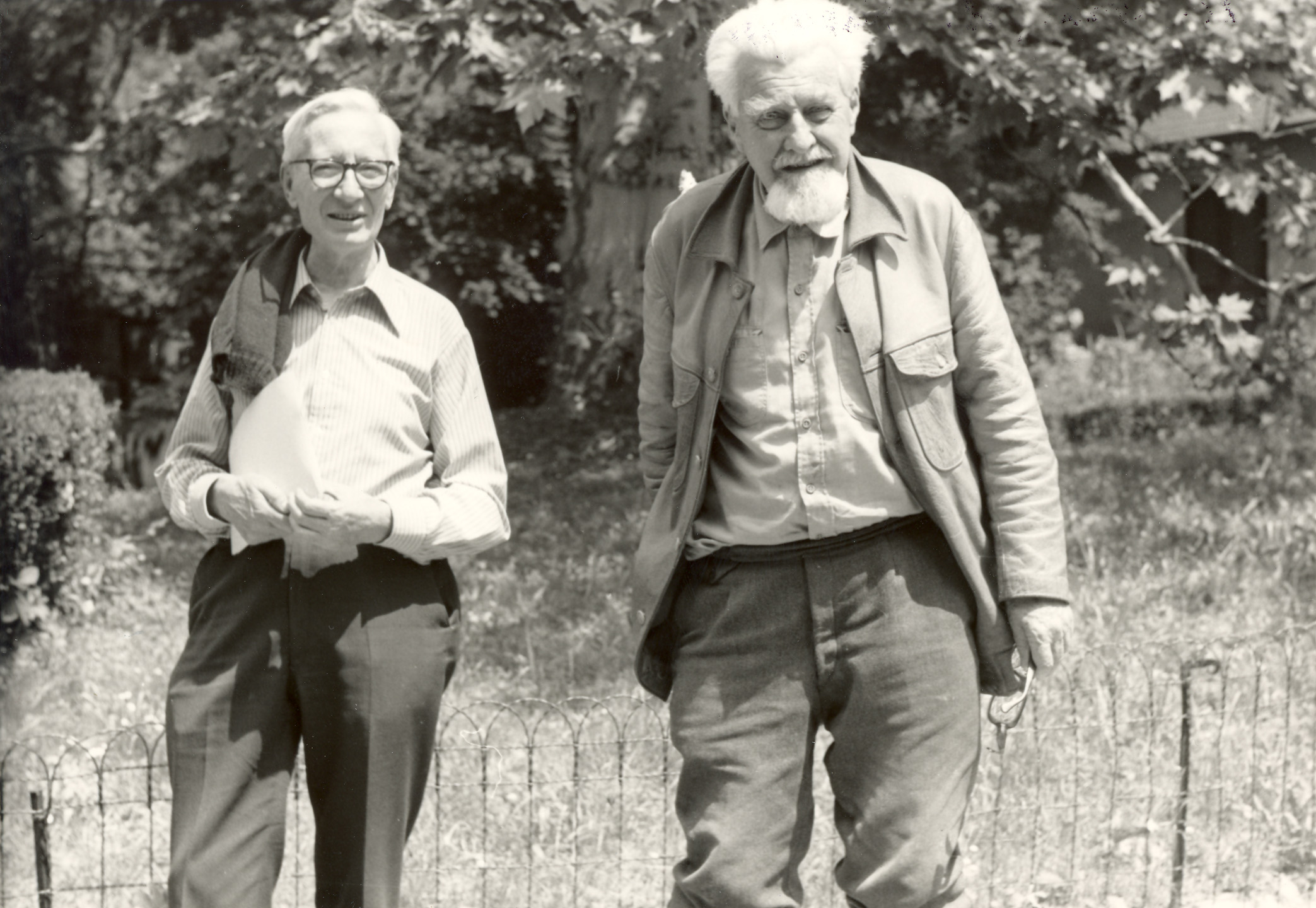
니콜라스 틴베르헨(왼), 콘라드 로렌츠(오)

현대 동물행동학은 호르몬이 행동에 미치는 영향이나 신경계 연구와도 연관되어 있다. 연구자들은 동물의 발달 과정 뿐 아니라, 과거에 심리학의 배타적 영역이라고 여겨졌던 학습 과정에도 깊이 관여하고 있으며, 가장 집중적인 연구 대상이 되고 있는 종 속에 인간도 포함시키기 시작했다. 그렇지만 동물행동학은 여전히 동물들의 생리와 각 개체의 연구에 중점을 두고 있다. 그런 반면 사회 생물학은 동물행동학, 생태학, 유전학 등을 총괄하는 종합적인 학문으로서, 사회 전체의 생물학적 특성에 관한 일반 원리를 도출하고자 한다. 사회 생물학의 새로운 점은 기존의 행동학과 심리학 지식 속에서 사회 조직에 관련된 주요 사실들을 추출해 내고, 그렇게 추출해 낸 사실들을 개체군 수준에서 탐구되어 온 생태학 및 유전학의 토대 위에 재구성하여, 사회 집단이 진화를 통해 환경에 어떻게 적응해 왔는지 그 방법을 보여주고자 한다는 것이다.

## 사회 생물학의 기본 개념
윌슨은 아래와 같은 사회 생물학의 기본적인 개념에 대하여 정의하였다.

### 집합체 (aggregation)
동종의 개체들로서 구성되나 한 쌍의 배우자나 가족 이상으로 이루어진, 또한 상호 협조행동을 보이지 않는 집단을 말한다. 예로 겨울잠을 모여 자는 곤충들이나, 파충류 등이 있다.

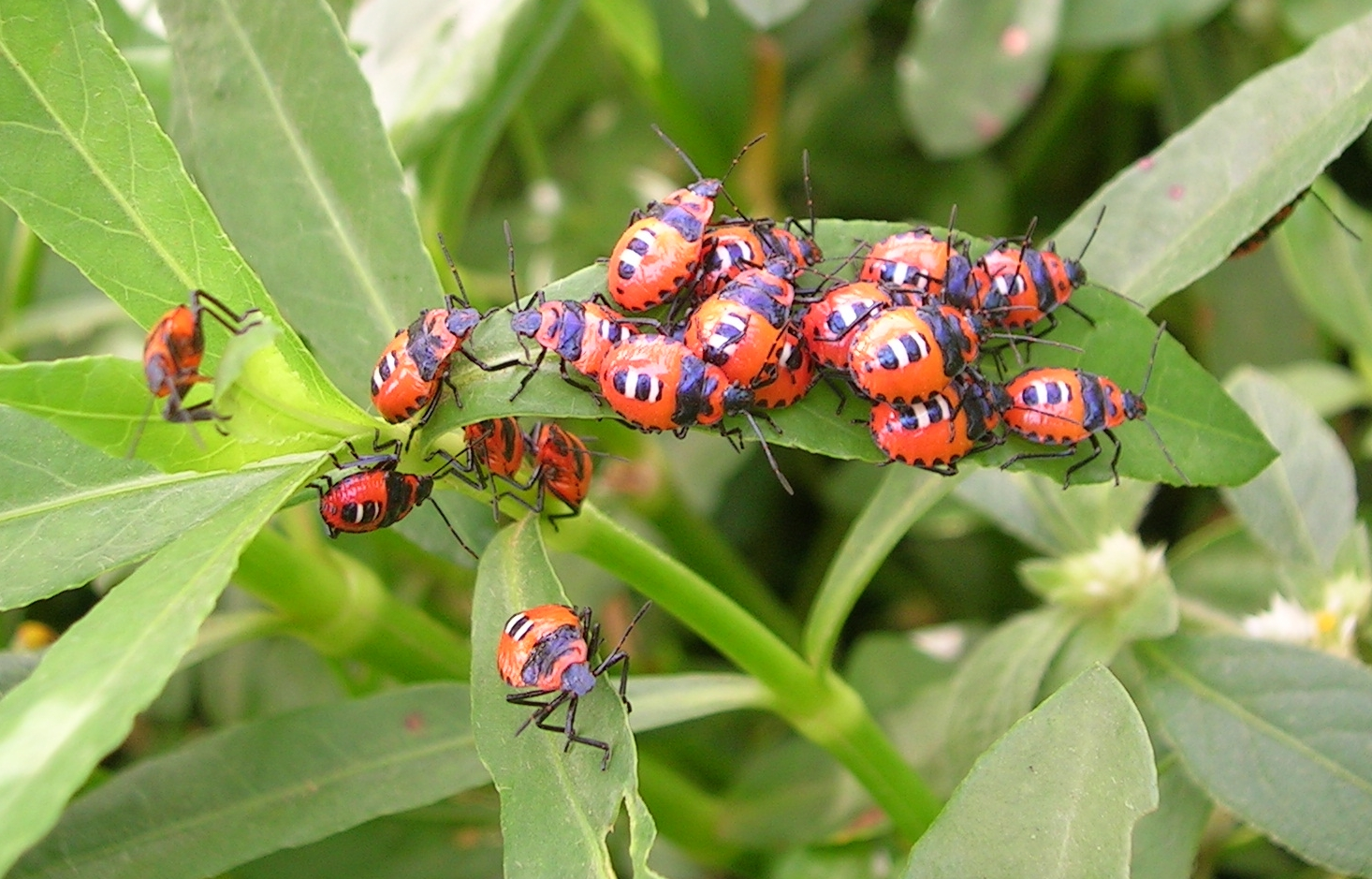
노린재의 집합체

### 군체 (colony)
생물사회를 가리키는 말로서 신체적으로 결합해 있거나 특수한 카스트(caste)로 분화되어 있거나 혹은 이 결합과 분화가 함께 일어나면서 고도의 통합성을 나타내는 생물사회를 가리킨다. 예를 들면 해면들의 sponge 덩이나, 관해파리류의 덩이들이 있다.

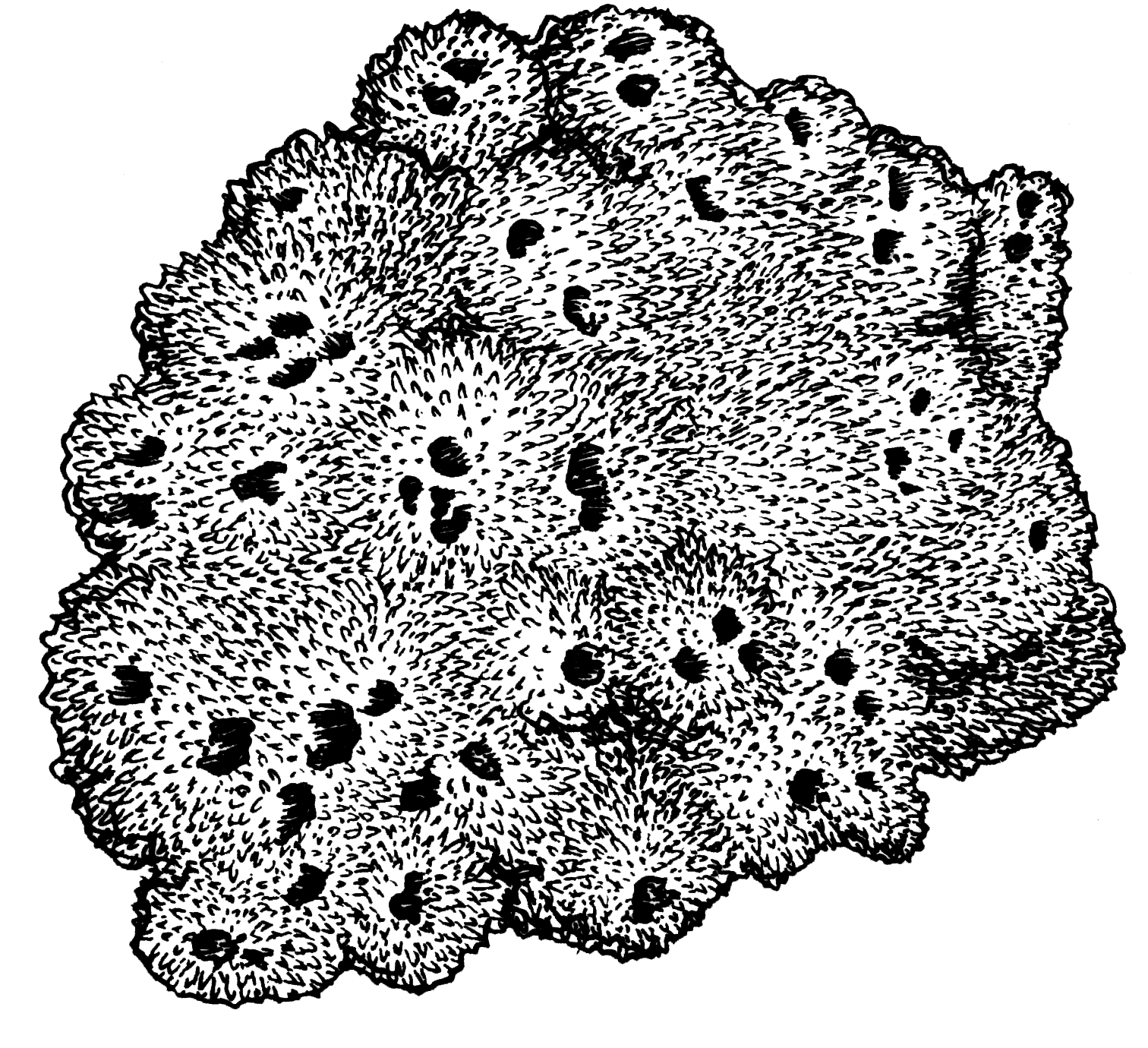
해면의 군체

### 개체(individual)
신체적으로 구별되는 한 생물체를 말한다.

### 집단 (group)
동종에 속하는 한 조(set)의 생물들로서 일정기간 한 곳에 머물면서 상호간 동종의 다른 개체들과 더 많이 상호작용하는 생물의 모임이다. 즉, 이는 어떤 생물들의 집합체(aggregation)나 사회(society)의 한 종류를 가리킬 수 있는 포괄적인 용어가 된다. 이 표현은 대단위의 단일집합체에 속하는 버금조(subset)를 기술할 때 편리하게 사용된다.

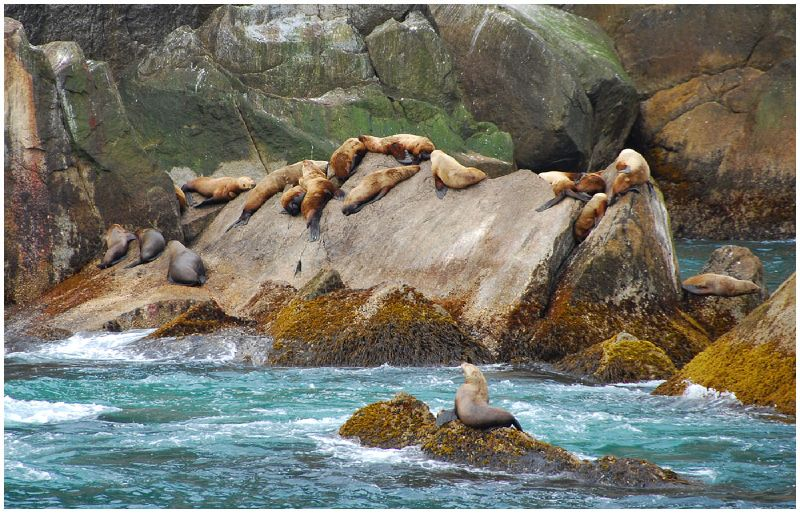
바다사자의 집단

### 개체군(population)
동일 종에 속하면서 경계가 분명한 어떤 지역을 한 때 점유하고 있는 생물들의 한 조를 말한다. 개체군의 경계는 급격히 약화된 유전자 흐름으로 둘러싸이며, 사회의 경계는 의사소통이 매우 감소된 테두리로 둘러싸이게 되는 것이 개체군과 사회와의 관계이다. 이 두 경계는 중복되어 나타날 수도 있고 그렇지 않을 수도 있다.

### 의사소통 (communication)
한 생물(또는 세포)이 다른 생물(또는 세포)의 행동의 확률패턴을 자신의 적응방향으로 바꿔놓는 활동을 말한다. 이러한 정의는 우리가 의사소통을 직관적으로 이해하고 있는 바와 일치하고 또한 그 과정이 수학적으로 분석된 바와도 일치하고 있다.

### 협조 (coordination)
한 집단의 단위체들 사이에 상호작용이 일어나되 집단을서의 전체적인 노력이 어떤 일개의 단위체에 의한 리더쉽에 지배받지 않고 고루 분담됨을 의미한다. 예를 들어 어군이나 일개미들 사이의 액체 먹이의 교환, 사자 떼가 한 먹이동물을 둘러싸는 일 등이 있다.

### 계층제 (hierarchy)
집단의 한 구성원이 다른 구성언에 대해 공격적인 충돌이나, 먹이, 이성, 휴식처 등 생존과 생식적응도를 증진시키는 요인들을 차지하는 데 발휘되는 순위를 말한다.

### 조절 (regulation)
생물학에서 단위체들이 하나 또는 그 이상의 물리적 또는 생물학적 변인들을 항상적인 수준으로 유지하고자 나타내는 조정현상을 말한다. 즉, 이러한 조절의 결과를 항상성이라고 부른다. 흔한 항상성의 예는 pH, 염농도 등의 생리학적인 것이지만, 항상성은 사회내부에서도 유지되며 예로 사회성 곤충에서 집단의 크기, 계급의 비율, 그리고 소굴의 환경조절 등에 뚜렷한 항상성이 작동되고 있음을 볼 수 있다. 이를 적절히 사회성 항상성(Emerson, 1956)라고 부른다.

## 이타주의
인간의 이타주의는 사회 생물학의 풀어야 할 수수께끼로 남아있다. 그 이유는 인간의 이타주의가 포유동물적인 양가감정(ambivalence)과 연관되어 있기 때문이다. 즉, 자각하는 이타주의는 인간과 동물을 변별하는 초월적인 특징이 될 수 있다. 그러나 이 명제는 과학적이지 않다. 사회 생물학자들은 이를 과학적으로, 생물학적으로 설명하고자 한다.

### 동물의 이타주의의 예
이타적 행동의 예는 척추동물에서 많이 찾아 볼 수 있다. 울새, 개똥지빠귀, 박새 같은 작은 새들은 매가 접근하면 다른 새에게 경고를 보낸다. 침팬지는 공동 사냥 뒤에 고기를 공유할 뿐 아니라 양자를 들이기도 한다. 인간에 비견될 만한 극단적인 이타행동 즉, 이타적 자살은 척추동물이 아닌 사회성 곤충에서만 만나볼 수 있다. 그 예로는 꿀벌의 침 쏘기, 아프리카 흰개미(Globitermes sulfureus)의 자살 폭탄과도 같은 독 분비 등을 들 수 있다. 이는 모두 군체 구성원들의 집을 방어하기 위한 행동들로 관찰된다.

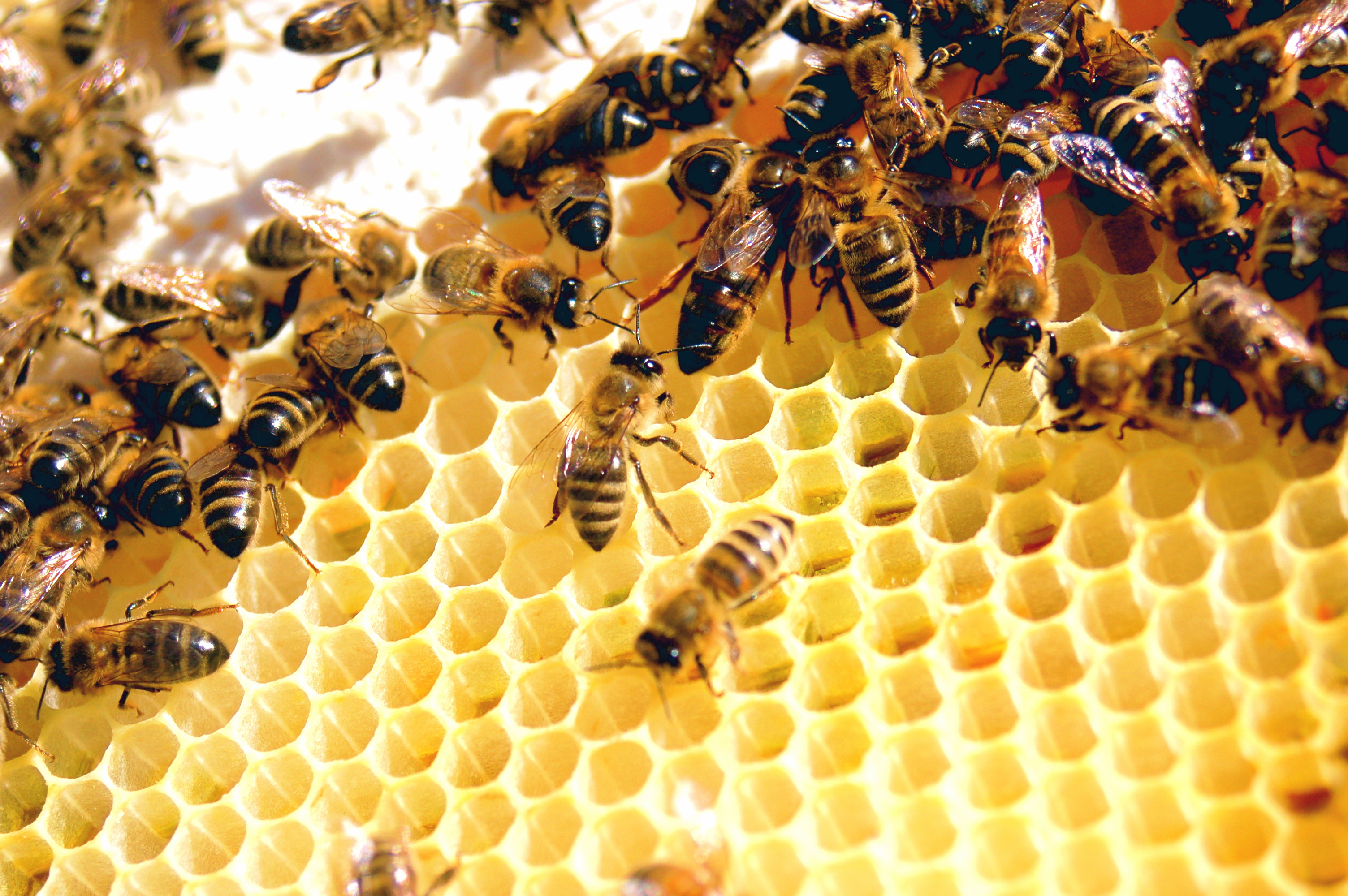
꿀벌의 이타주의

### 인간의 이타주의
사회 생물학의 창시자 윌슨은 인간 이타주의를 풀기위해 이타적인 협동을 두가지 유형으로 분리한다. 첫 번째 유형은 맹목성(hardcore) 이타주의로서 베푸는 자는 똑같은 보답을 바란다는 욕망을 결코 표현하지 않고, 그런 목적을 성취하기 위한 어떤 무의식적 활동도 하지 않는 행동이다. 두 번째 유형은 목적성(softcore) 이타주의이며, 이는 궁극적으로 이기적인 이타주의로 사회가 자기 자신이나 자신의 가장 가까운 친척들에게 보답해주기를 기대하는 행동이다. 이 두 유형의 상대적 비율을 생물학자 로버트 트리버스, 도널드 캠밸, 사회학자 밀턴 고든 그리고 윌슨은 목적성 이타주의의 비율을 더 높게 추정한다. 윌슨은 부족 중심주의와 민족성의 본성을 밝혀낸 증거들에 토대를 두고 목적성 이타주의의 비율을 더 높게 추론한다. 그는 인간의 사회성의 특징은 절대적이라고 믿는 규칙에 언제나 감정적으로 강하게 호소하면서, 사실상 동맹 관계가 쉽게 형성되고, 깨지고, 재구축 된다는 점에 있다고 주장한다. 따라서 목적성 이타주의는 강한 감정과 다방면의 충성이라는 특징을 갖게 되며, 따라서 인간은 혈족을 위해 희생할 수 있지만 합리적인 사람에게는 목적성 이타주의에 부합하는 포유동물의 결함성 능력이 있다는 것이다.

## 유전자 결정론
인간이라는 종이 가지는 양면성 때문에 인간을 규정하는 데 생물학적 요인들 및 인간의 문화적 요인 사이의 문제가 항상 야기되었다. 즉, 인간의 등장 이전의 모든 것은 자연에 포함되는 반면, 인간이 창출한 것을 모두 포괄하는 것이 문화인데, 그러나 인간이 자연 법칙에 따라 진화한 존재라는 전제 하에서 문화를 발달시키는 능력은 과연 얼마나 생물학적인 요인들에서 결정되는가 하는 문제가 등장한다. 다시 말해 생물학주의(biologismus)와 문화주의(kulturismus)가 대립한다. 생물학주의는 모든 현상들을 생물학적 사실과 이론을 통해서 해석하는 것이며, 문화주의는 인간은 사회 문화적 요인들에 의해 조건화된다는 가정 하에 그 모든 현상들을 설명하는 것이다. 생물학 주의는 인간이 이룩한 모든 것은 유전적 인자를 통해 프로그램화되었다는 이데올로기와 쉽게 영합하며, 문화주의 역시 인간이 이룩한 모든 것은 인간이 완벽하게 만들어 낼 수 있다는 이데올로기와 쉽게 영합한다.
사회 생물학은 인간의 사회적 행동의 생물학적 전제 조건들을 밝히려 노력한다. 따라서 사회 생물학은 생물학주의에 초석을 제공할 수도 있다. 윌슨은 자신의 저작에서 인간의 사회적 행동이 유전적으로 결정되었다고 강력히 주장한다.

## 같이 보기
- 진화심리학
- 리처드 도킨스
  - 유전자 중심의 진화